# Revista do Globo
La Revista do Globo fue una revista quincenal editada en Porto Alegre. Fue lanzada el 5 de enero de 1929 y circuló hasta el 17 de febrero de 1967 siendo promovida por la Livraria do Globo creada en Porto Alegre en 1883. En la revista trabajaron varios intelectuales, escritores y artistas gaúchos de renombre por lo que ésta se convirtió en un foco irradiador de las artes y la literatura en Porto Alegre.
La revista fue creada por inspiración de Getúlio Vargas, entonces presidente de la República, y durante su primera década sirvió como portavoz de su gobierno. En su época de mayor auge, en las décadas de 1930 y 40, la revista trataba temas sobre variedades locales, nacionales e internacionales divididas en secciones. Publicaba columnas de escritores como Theodomiro Tostos, Moysés Vellinho, Augusto Meyer, Mário Quintana, Raul Bopp, Vianna Moog, Athos Damasceno, Herbert Caro y Érico Verissimo. 
También destacaban sus ilustraciones. Entre sus ilustradores se encontraban artistas importantes para las artes plásticas riograndenses como Sotero Cosme, Ernest Zeuner, Edgar Koetz, João Fahrion, Nelson Boeira Faedrich, Vitorio Gheno, Carlos Scliar y Francis Pelichek, quienes a través de sus imágenes dieron gran impulso a la difusión del Modernismo en el sur del país.
A partir de la década de 1940, con la modernización de la prensa, las ilustraciones empezaron a ceder paso ante las fotografías y la revista iría perdiendo su carácter literario y cultural. En la década de 1960, ya tendría una decadencia visible al no poder competir contra otros medios más atractivos visual y económicamente. 